# 興雅
興雅，是臺北市信義區、大安區的一個地名。範圍在信義區西北三張犁次分區全境及大安區東北敦南次分區和安和次分區的東側。可分為興雅、上車層、下車層3個小字，其中興雅小字內現有臺北市政府、臺北101等著名地標，為臺北市信義計畫區的核心區域；車層為西邊延吉街西側至國父紀念館、松山菸廠之間的區域，現分屬大安、信義兩區。

## 歷史

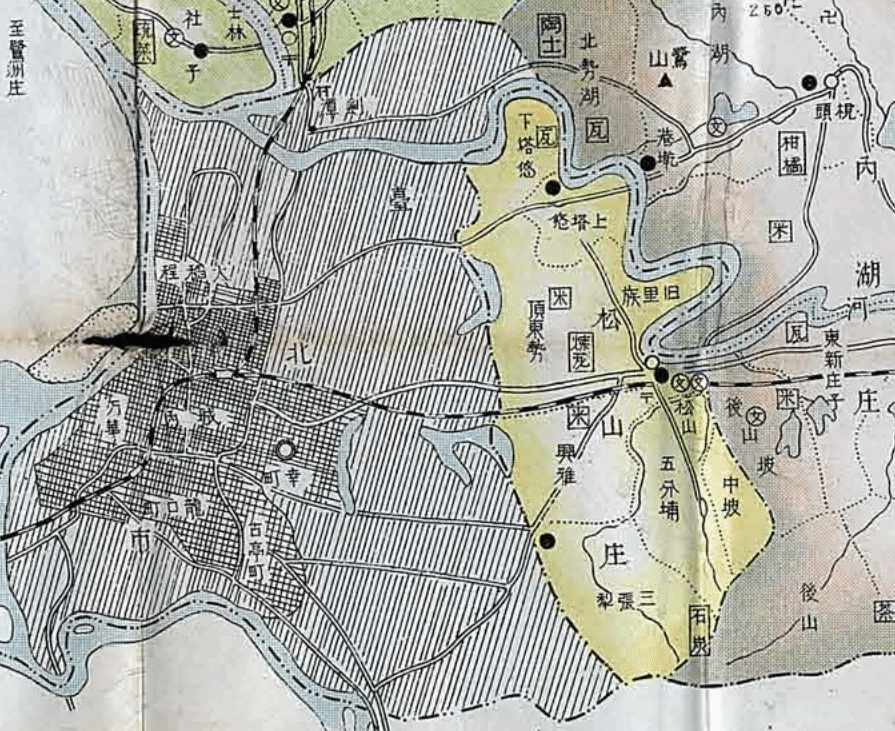
隸屬臺北州七星郡松山庄的興雅大字，該區標示為「米產地」（1932年七星郡管內圖）

在1684年（清康熙23年）《福建通志臺灣府》中稱為「興雅撫徠」（但在1738年的〈乾隆三年立合約字〉中作「興仔無徠」），是附近最早正式經官府許可開發的地區，庄界涵蓋今日市民大道以南、延吉街以東、松信路以西，松勤街以北區域。清代興雅庄土地肥沃，舉目望去盡是阡陌良田。後因本區屬地廣人稀的散村型態，日治時期被政府徵收成為臺北機廠、松山菸廠和軍用倉庫等公家用地，由於保留面積大，後來的信義計畫區便擇本區開發。
台灣清治末期至日治前期，該地區為一街庄，稱為「興雅庄」，隸屬於大加蚋堡。該庄北與東勢庄、里族庄、錫口街為鄰，東與五分埔庄為鄰，南邊為三張犁庄，西邊為大安庄，西北邊為中崙庄。
1901年（日治明治三十四年）11月，該庄隸屬於臺北廳，編為第五區。1906年（明治三十九年）1月，第五、六兩區合併，並改名「錫口區」。1920年（大正九年）興雅庄改制為「興雅」大字，隸屬於臺北州七星郡松山庄。1938年4月，松山庄併入州轄市臺北市。
戰後臺北市改制為省轄市。1946年2月臺北市劃分為10個區，興雅地區隸屬松山區，分為興雅、中興、車層3里。1968年7月臺北市改制為院轄市。1990年3月，臺北市各區重劃，興雅地區改分屬於信義區、大安區。

## 小字
日治時期的興雅分為興雅、上車層、下車層三個小字，車層原寫作「車罾」：

### 興雅
戰後劃為興雅里，現分為興雅、敦厚、雅祥、新仁（不含松菸）、興隆（逸仙路以東）、西村（基隆路以東）、安康（松信路延伸線以西），位於信義區西側，區內為信義計畫區。

### 下車層
戰後劃為車層里，現分為車層、正聲、華聲、新仁（松菸部分）、興隆（逸仙路以西），1990年區界重劃後分屬大安、信義兩區，區域從東區商圈東側延伸至國父紀念館、松山菸廠一帶。

### 上車層
戰後劃為中興里，現分為中興（信義路以北）、光信、正和、西村（基隆路以西），1990年區界重劃後分屬大安、信義兩區，約為延吉街西側巷弄、仁愛路、基隆路、信義路圍起區域。

## 交通

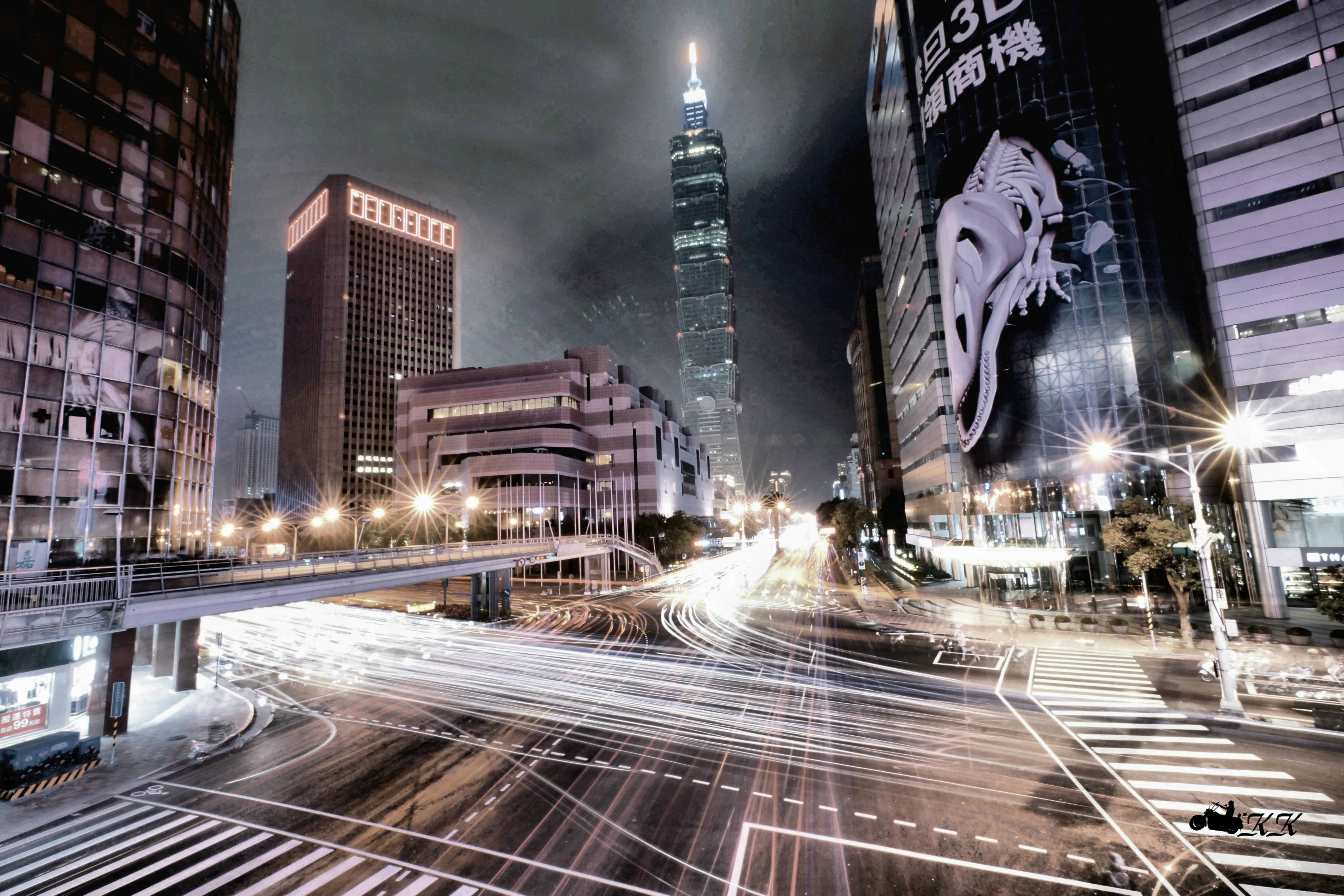
基隆路與信義路口夜景（2014年）

- 臺北捷運板南線橫越興雅地區中部，設有國父紀念館站、市政府站
- 臺北捷運淡水信義線經過興雅地區南緣，設有台北101/世貿站及象山站
- 省道台5線（忠孝東路四、五段）穿越本地區中部，為重要的平面聯外道路

## 著名地標
- 臺北101大樓
- 信義計畫區
- 臺北市政府
- 國父紀念館
- 臺北大巨蛋

## 文化資產
- 臺北機廠（國定古蹟[8]）
- 松山菸廠（市定古蹟[9]）

## 學校
- 松山高中
- 永吉國中
- 興雅國小
- 光復國小
- 博愛國小（部分）

## 宗教場所
- 台北火聖廟
- 興雅福德宮
- 車層景福宮
- 大安區福興宮
- 眾恩祠
- 車層東勢興雅三大庄六股輪值保儀大夫(長駐台北火聖廟)